# 蕾切尔·卡克
蕾切尔·卡克（英語：Rachael Karker，1997年9月9日—），加拿大女子自由式滑雪运动员。她曾代表加拿大参加2022年冬季奥林匹克运动会自由式滑雪比赛，获得女子U型场地技巧铜牌。